# Sambórz (województwo mazowieckie)
Sambórz – wieś sołecka w Polsce położona w województwie mazowieckim, w powiecie płockim, w gminie Słupno.
Prywatna wieś szlachecka Szymborz, położona była w drugiej połowie XVI wieku w powiecie płockim województwa płockiego. W latach 1975–1998 miejscowość administracyjnie należała do województwa płockiego.